# Link (película)
Link es una película de terror británica de 1986 dirigida por Richard Franklin y protagonizada por Elisabeth Shue y Terence Stamp.

## Trama
El doctor Steven Phillip (Terence Stamp) vive aislado en su casa cerca de un acantilado, donde entrena a diferentes primates buscando potenciar la inteligencia de estos y que aprendan a convivir con seres humanos. Jane Chase (Elisabeth Shue) es una estudiante universitaria, alumna del doctor Philip, que se ofrece para trabajar para él.
El doctor se encuentra entrenando al |chimpancé]] Link, que demuestra ser el mejor adaptado y más inteligente, y los chimpancés Voodo, un espécimen todavía salvaje e incontrolable, y Chimp, un bebé chimpancé.
Cuando el doctor Philip se propone practicarle una eutanasia a Link (por considerarlo ya viejo e inútil), el orangután decide asesinarlo. A partir de ese momento comienza una cacería, siendo Link el perseguidor y Jane la presa que debe además proteger al pequeño Chimp.

## Reparto
| Actor           | Personaje          |
| --------------- | ------------------ |
| Elisabeth Shue  | Jane Chase         |
| Terence Stamp   | Dr. Steven Phillip |
| Steven Pinner   | David              |
| Kevin Lloyd     | Bailey             |
| David O'Hara    | Tom                |
| Richard Garnett | Dennis             |
| Linus Roache    | No acreditado      |

## Premios
Tanto Elizabeth Shue como Terence Stamp estuvieron nominados a un Premio Saturno por sus actuaciones en esta película.

## Versiones alternativas
La versión distribuida en Francia incluye escenas no incluidas en la versión original distribuida en Estados Unidos, incluyendo escenas con Terence Stamp.